# Rödbrun poto
Rödbrun poto (Phyllaemulor bracteatus) är en fågel i familjen potoer inom ordningen potofåglar.

## Utbredning och systematik
Fågelns utbredningsområde är i tropiska delar av östra Ecuador och östra Peru till norra Brasilien och Guyana. Den behandlas som monotypisk, det vill säga att den inte delas in i några underarter.

### Släktestillhörighet
Rödbrun poto placeras traditionellt i släktet Nyctibius tillsammans med de andra medlemmarna av familjen. Genetiska studier från 2018 visar dock att den är mycket avlägset släkt med de övriga och dessutom avvikande i både morfologi och beteende. Studiens författare rekommenderar att den flyttas till ett eget släkte, där Phyllaemulor beskrivits för ändamålet. De flesta taxonomiska auktoriteter följer numera författarnas rekommendationer.

## Status och hot
Arten har ett stort utbredningsområde, men tros minska i antal, dock inte tillräckligt kraftigt för att den ska betraktas som hotad. Internationella naturvårdsunionen IUCN listar arten som livskraftig (LC).